# Ar-Rauda (Hims)
Ar-Rauda (arab. الروضة) – wieś w Syrii, w muhafazie Hims. W 2004 roku liczyła 779 mieszkańców.